# Bonifazio Gozzadini
Bonifazio Gozzadini (Bologna, ... – ...; fl. XVI secolo) è stato un nobile italiano.

## Biografia
Era figlio di Apollonio Gozzadini di Venceslao e di Cassandra Vitali.
Da un atto notarile del 1533, risulta committente e acquirente del dipinto del Parmigianino Madonna di San Zaccaria.

## Discendenza
Bonifazio sposò la nobile modenese Costanza Rangoni, ritratta nel celebre dipinto del Parmigianino, dal quale ebbe cinque figli:
- Marco Aurelio;
- Apollonio (?-1599), canonico della Basilica di San Petronio in Bologna;
- Marco Tullio;
- Livia, sposò Gianfrancesco Lini;
- Laura (1536-?).

## Galleria d'immagini

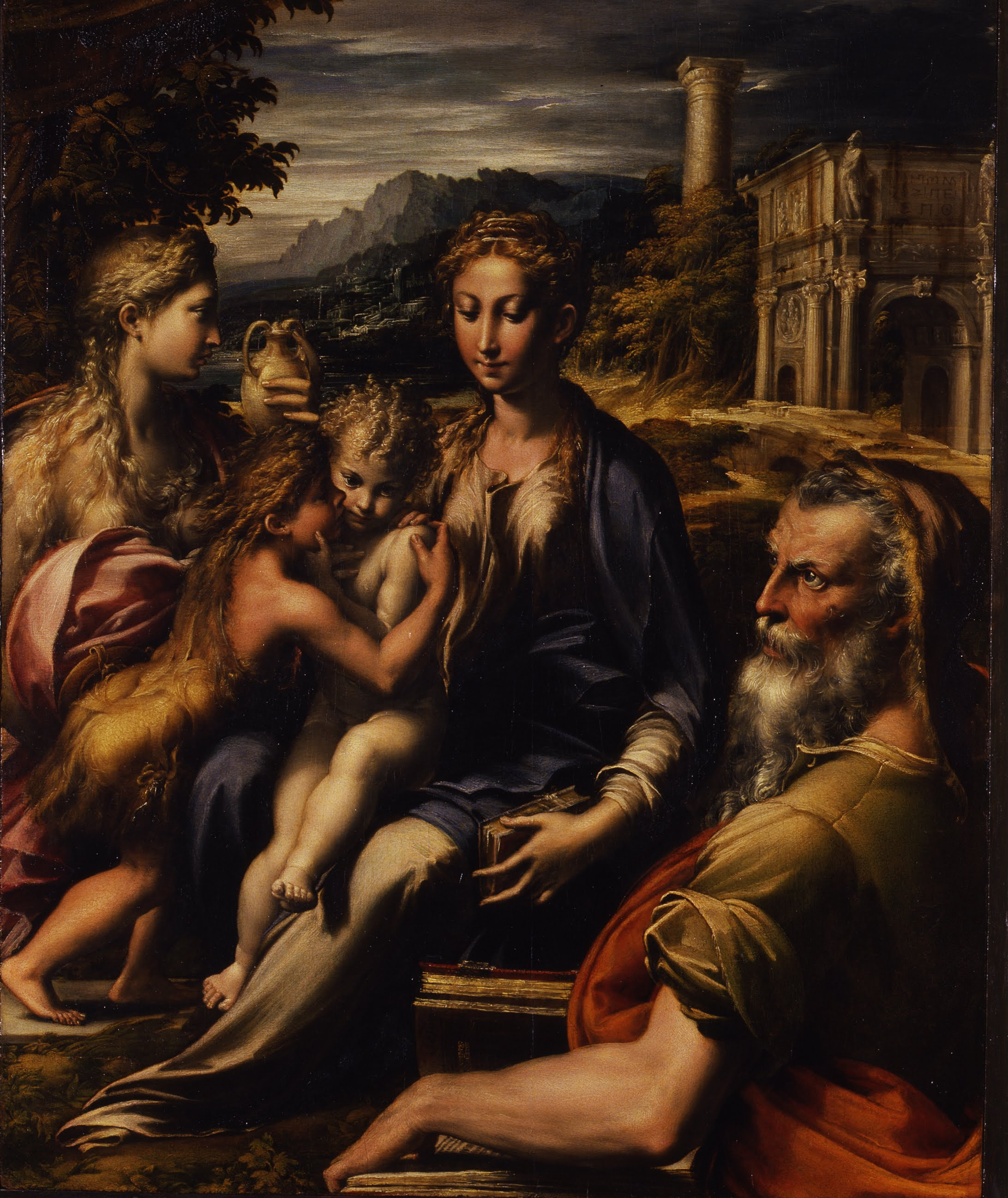
Parmigianino, Madonna di San Zaccaria, 1530/1533.
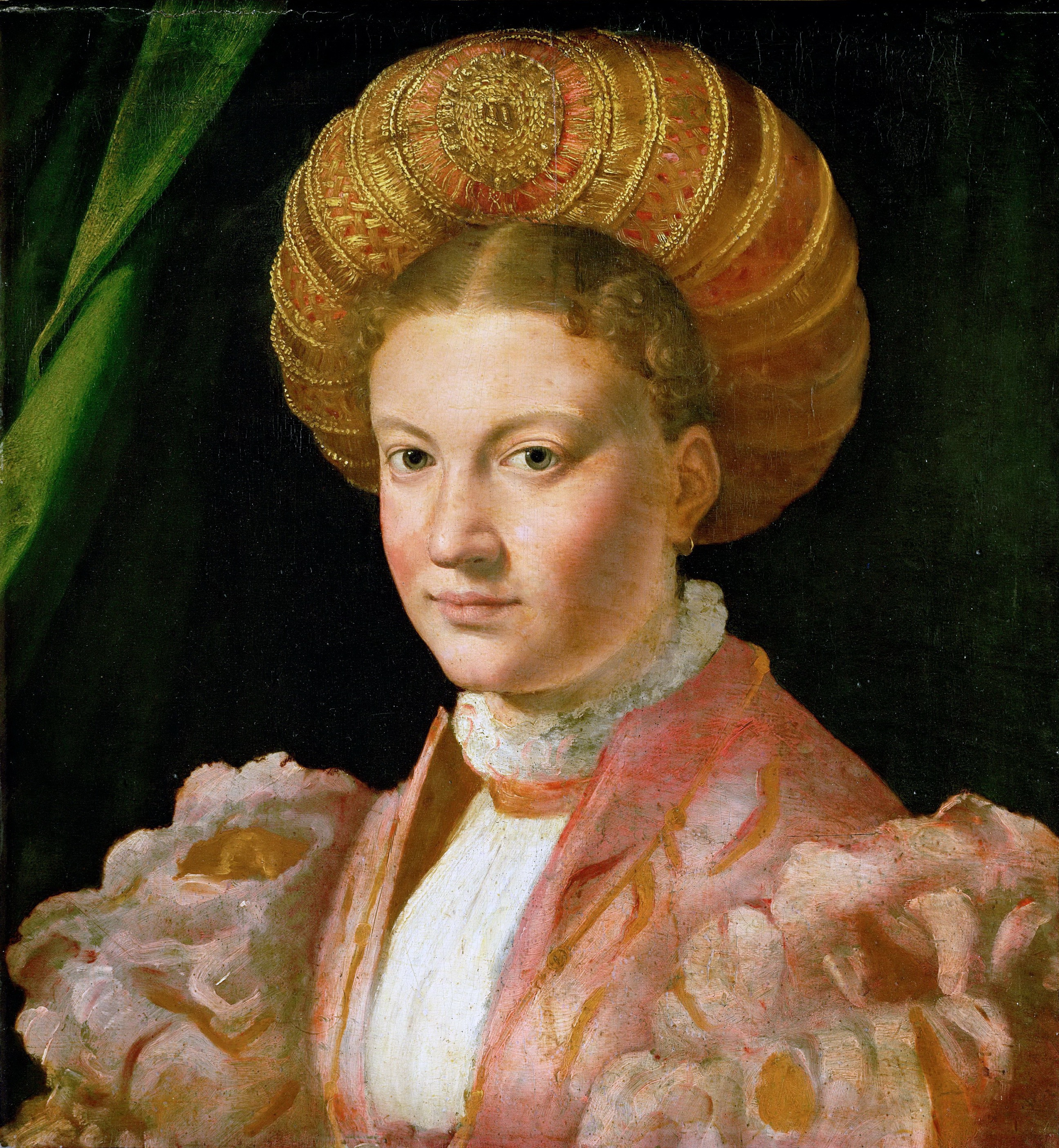
Parmigianino, Ritratto di Costanza Rangoni, contessa Gozzadini, 1530.